# Річард Грейвз
Річард Грейвз (4 травня 1715 – 23 листопада 1804) — англійський поет і романіст. Народився у Міклтоні, Глостершир.

## Життєпис
Здобув освіту в школі Абінгдона-на-Темзі та Пембрук-коледжі, Оксфорд; був стипендіатом коледжу Усіх душ, Оксфорд, і настоятелем Клавертона, неподалік Бата, а також захоплювався колекціонуванням віршів, був перекладачем, есеїстом та кореспондентом. Його найкращим твором є пікарескний роман "The Spiritual Quixote" (1773). Служив капеланом у Мері Тауншенд, графині Чатем, та приватним вихователем у Томаса Мальтуса. Був близьким другом Вільяма Шенстоуна, Ральфа Аллена та Вільяма Уорбертона.